# Baarle (Oost-Vlaanderen)
Baarle is een plaats in de Belgische provincie Oost-Vlaanderen. Het dorp maakt deel uit van de Gentse deelgemeente Drongen. Baarle ligt ten zuidwesten van het centrum van Drongen, langs de Leie. Tot 1805 was het een zelfstandige gemeente.
Door de aanwezigheid van een afrit van de drukke E40-snelweg, een hotel en een industriepark kan Baarle als het zakencentrum van Drongen worden beschouwd. Daarnaast bevinden zich in Baarle onder meer de Sint-Martinuskerk, het rustoord (Leiehome) en de basisschool (Don Bosco Baarle).

## Geschiedenis
Een oude vermelding van de plaats, als Barloria, gaat terug tot 820-822. Het gebied was eigendom van de Sint-Pietersabdij. De kerk wordt reeds in 1025 vermeld. Het dorp lag oorspronkelijk op beide oevers van de Leie.
Op de Ferrariskaart uit de jaren 1770 is hier het dorp Baerle weergeven.
Op het eind van het ancien régime, toen tijdens de Franse bezetting op het eind van de 18de eeuw de gemeenten werden gecreëerd, werd Baarle een zelfstandige gemeente. Bij keizerlijk besluit van de 2de Pluviose van het jaar XIII (22 januari 1805), werd de gemeente weer afgeschaft. Het deel op de linkeroever van de Leie, 37 bunder groot en met de dorpskern, werd bij de gemeente Drongen gevoegd en is daarom ook wel bekend als Drongen-Baarle. Het zuidelijk deel op de rechteroever van de Leie, 24 bunder groot en met het gehucht Klein-Frankrijk, werd bij de gemeente Sint-Martens-Latem gevoegd.
De parochie bleef echter zelfstandig. In 1977 werd het plaatsje samen met de rest van Drongen een deel van de stad Gent.

## Bezienswaardigheden
- De Sint-Martinuskerk
- Op het kerkhof ligt het graf van een Britse gesneuvelde piloot uit de Eerste Wereldoorlog. Bij de CWGC staat hij geregistreerd onder Baarle Churchyard.

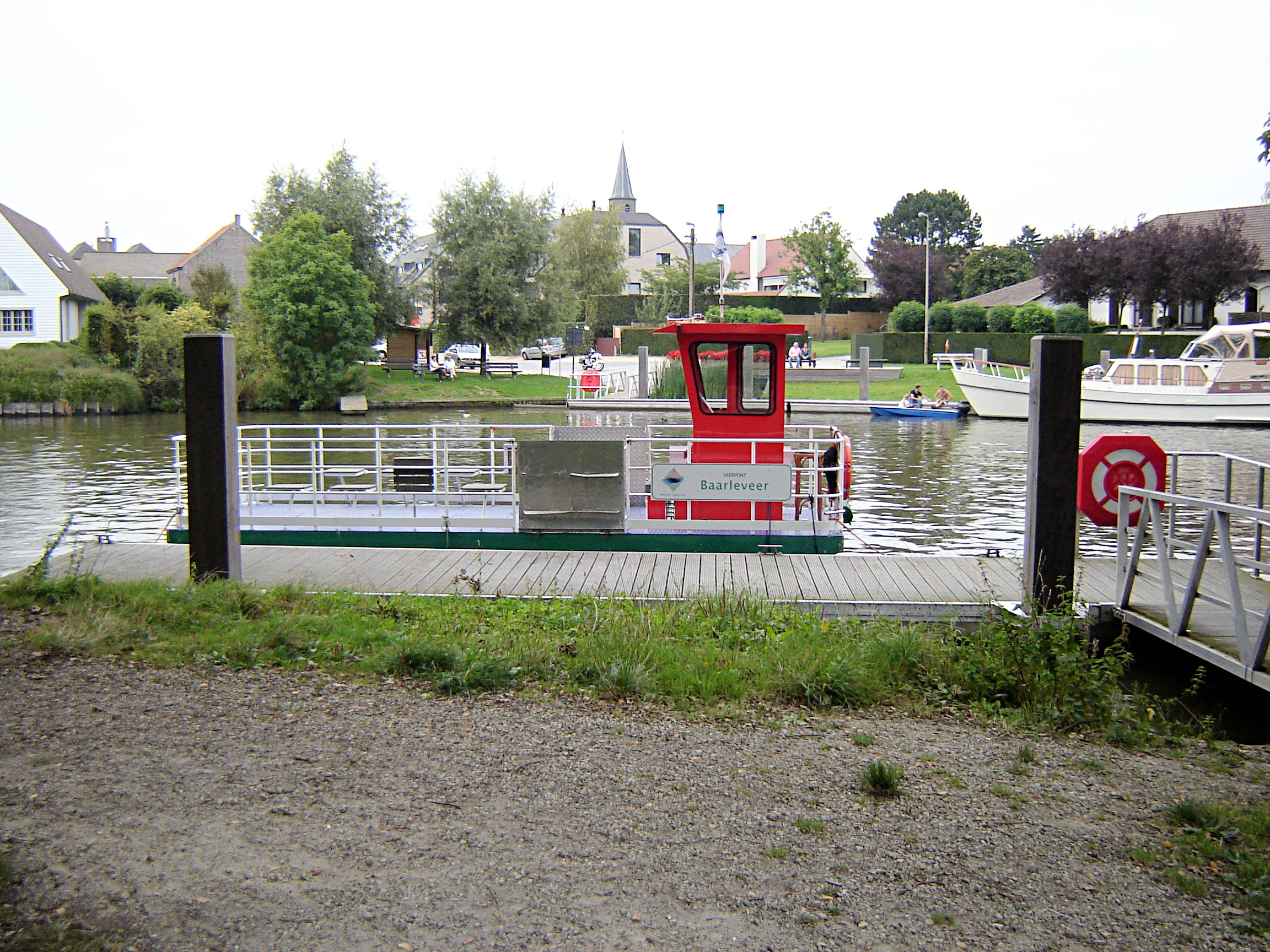
Baarleveer over de Leie
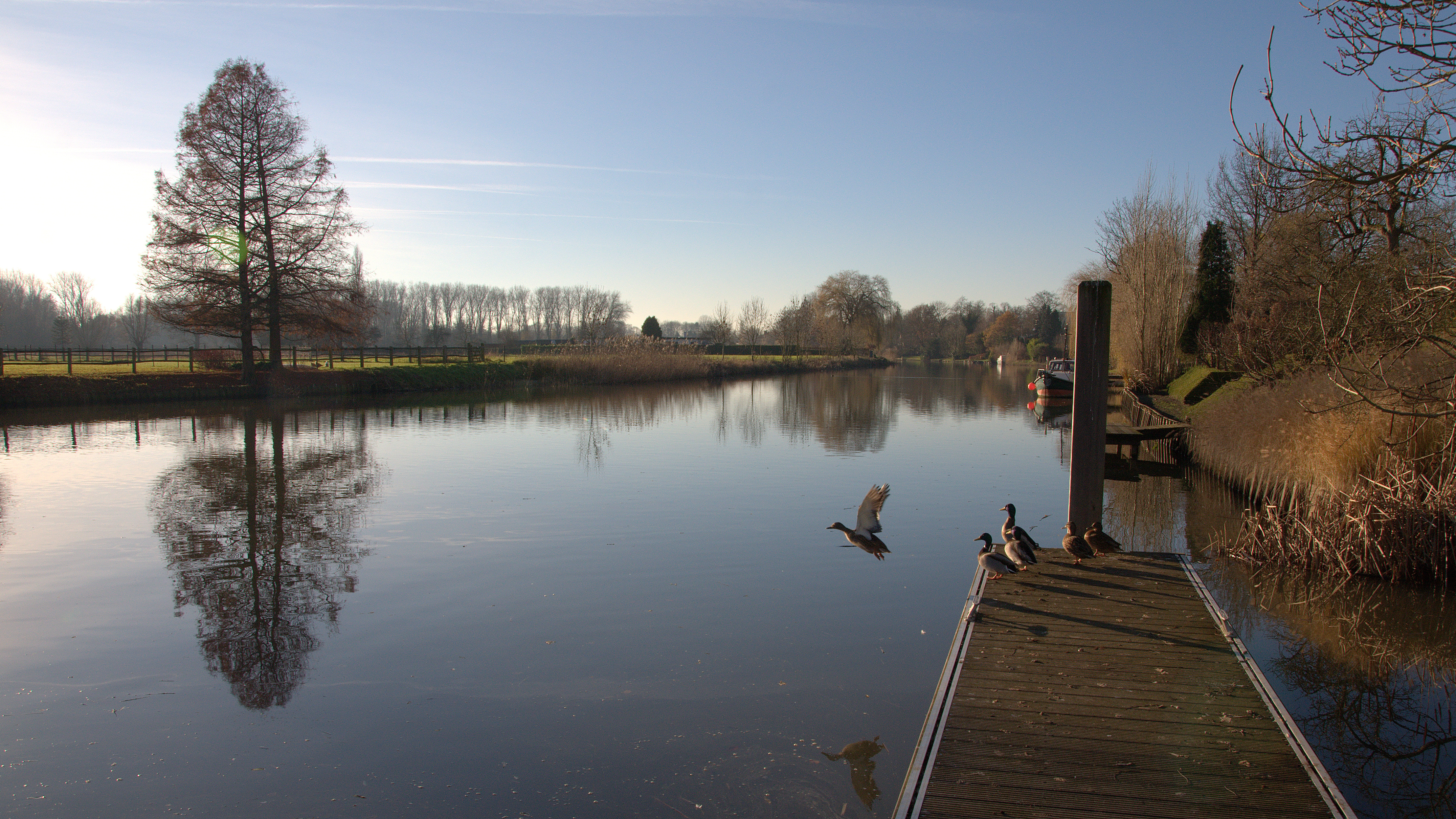
De Leie te Baarle
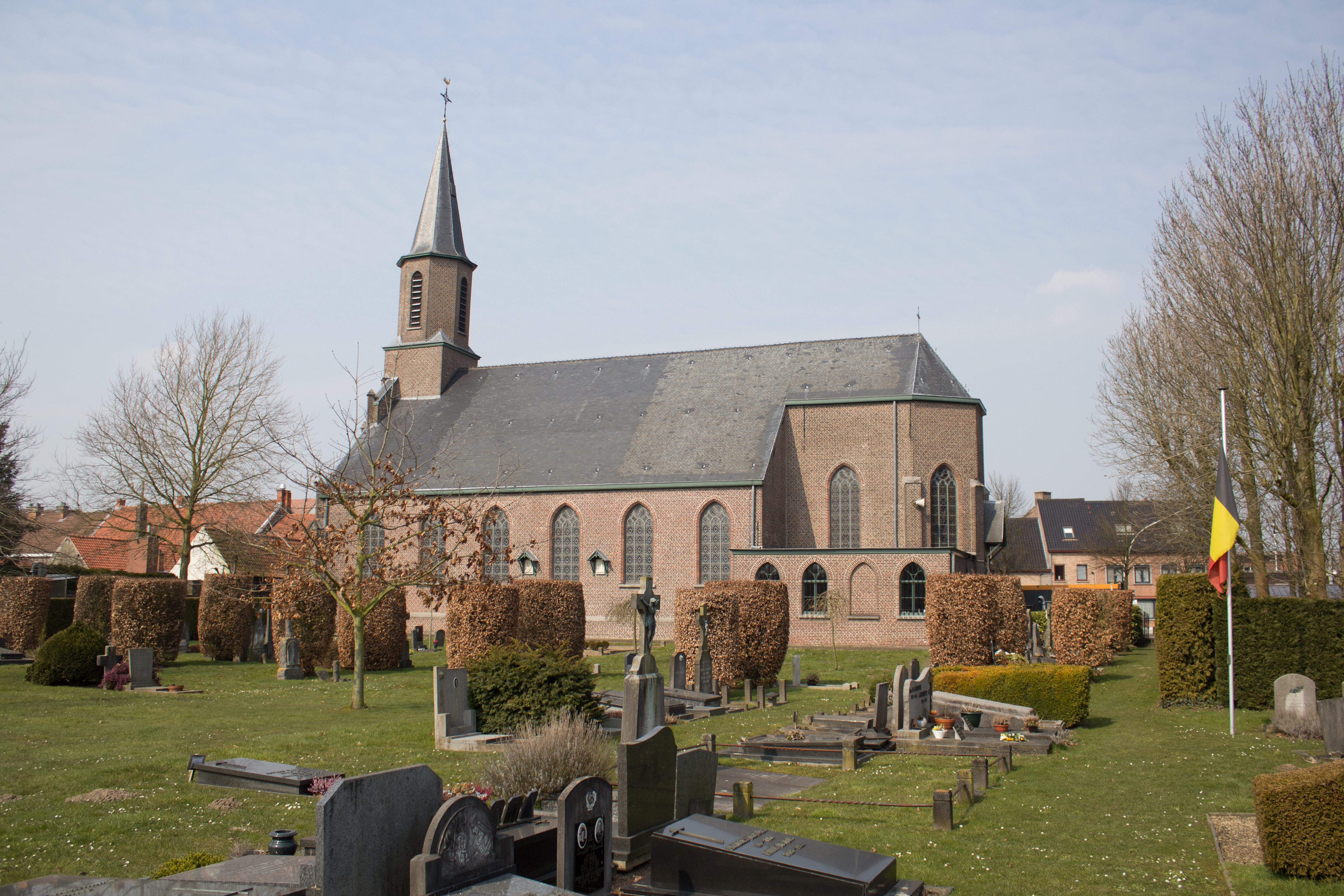
Sint-Martinuskerk

## Natuur en landschap
Baarle ligt in de vallei van de Leie, op een hoogte van ongeveer 6 meter. Langs de meanderende Leie liggen natuurgebieden als de Keuzemeersen en de Latemse meersen. Een veerpont verbindt het op de linkeroever gelegen dorp met de rechteroever.

## Geschiedenis buurtspoorwegen
In Baarle passeerde vroeger de buurtspoorlijn Rabot, gelegen aan de Gentse stadsrand. De opening tussen de verbinding Drongen – Baarle, vond plaats op 15 oktober 1909, en die van Baarle – Sint-Martens-Leerne, op 20 november 1910.
Deze buurtspoorlijn (Rabot) werd op 29 december 1958 opgeheven.

## Nabijgelegen kernen
Deurle, Sint-Martens-Latem, Landegem, Drongen
Deelgemeenten: Afsnee · Desteldonk · Drongen · Gent · Gentbrugge · Ledeberg · Mariakerke · Mendonk · Oostakker · Sint-Amandsberg · Sint-Denijs-Westrem · Sint-Kruis-Winkel · Wondelgem · Zwijnaarde

Overige dorpen, gehuchten en wijken:
Belgische gemeenten · Arrondissement Gent · Oost-Vlaanderen · Vlaanderen